# Spanische Mannschaftsmeisterschaft im Schach 1962
Die spanische Mannschaftsmeisterschaft im Schach 1962 war die sechste Austragung dieses Wettbewerbs. Am Start waren neun Mannschaften. Real Madrid als Titelverteidiger, CA Español Barcelona als Meister Kataloniens und AAA Zaragoza als Ausrichter waren direkt qualifiziert, die übrigen Startplätze wurden in Qualifikationswettkämpfen ausgespielt. Dabei setzten sich CA Alcoy (gegen Club Remo Murcia und CA Chardenet Madrid), CA Tarrasa (gegen CA Bansander Madrid und CA San Andrés Barcelona), CA Peña Rey Ardid Bilbao (gegen Vasconia Vitoria und CA Sans), CA Barcelona (gegen CC Guipuzcoano San Sebastián und Ateneo Mercantil Valencia), RC Regatas Santander (gegen Centro Asturiano Gijón und Círculo Palentino) sowie CM Málaga (gegen CA Peña Oromana Alcalá de Guadaira und Radio Granada) durch. Der Titelverteidiger Real Madrid und CA Español Barcelona trennten sich unentschieden und besiegten alle übrigen Rivalen, allerdings erspielte sich Madrid einen deutlichen Vorsprung an Brettpunkten.

## Modus
Die neun teilnehmenden Mannschaften spielten ein einfaches Rundenturnier an vier Brettern. Über die Platzierung entschied zunächst die Anzahl der Brettpunkte (ein Punkt für einen Sieg, ein halber Punkt für ein Remis, kein Punkt für eine Niederlage), anschließend die Anzahl der Mannschaftspunkte (zwei Punkte für einen Sieg, ein Punkt für ein Unentschieden, kein Punkt für eine Niederlage).

## Termine und Spielort
Das Turnier wurde vom 14. bis 23. Oktober im Handels-, Industrie- und Landwirtschaftszentrum (Centro Mercantil, Industrial y Agricola) in Zaragoza ausgetragen.

## Abschlusstabelle
| Pl. | Verein                    | Sp | G | U | V | Brett-P.  | Mannsch.-P. |
| --- | ------------------------- | -- | - | - | - | --------- | ----------- |
| 01. | Real Madrid CF S.d.A. (M) | 8  | 7 | 1 | 0 | 25,5:6,5  | 15:1        |
| 02. | CA Español Barcelona      | 8  | 7 | 1 | 0 | 23,5:8,5  | 15:1        |
| 03. | CA Tarrasa                | 8  | 4 | 1 | 3 | 18,5:13,5 | 9:7         |
| 04. | CA Barcelona              | 8  | 6 | 0 | 2 | 18,0:14,0 | 12:4        |
| 05. | CA Peña Rey Ardid Bilbao  | 8  | 4 | 1 | 3 | 16,0:16,0 | 9:7         |
| 06. | CA Alcoy                  | 8  | 2 | 0 | 6 | 12,5:19,5 | 4:12        |
| 07. | AAA Zaragoza S.d.A.       | 8  | 1 | 1 | 6 | 10,0:22,0 | 3:13        |
| 08. | RC Regatas Santander      | 8  | 1 | 1 | 6 | 10,0:22,0 | 3:13        |
| 09. | CM Málaga                 | 8  | 0 | 2 | 6 | 10,0:22,0 | 2:14        |

## Entscheidungen
|     | Spanischer Meister: Real Madrid |
| (M) | Titelverteidiger                |

## Kreuztabelle
| Ergebnisse | Ergebnisse               | 01. | 02. | 03. | 04. | 05. | 06. | 07. | 08. | 09. |
| ---------- | ------------------------ | --- | --- | --- | --- | --- | --- | --- | --- | --- |
| 01.        | Real Madrid              |     | 2   | 3   | 4   | 3½  | 3   | 2½  | 3½  | 4   |
| 02.        | CA Español Barcelona     | 2   |     | 3   | 3   | 2½  | 3   | 3½  | 3½  | 3   |
| 03.        | CA Tarrasa               | 1   | 1   |     | 1½  | 2   | 3½  | 4   | 3   | 2½  |
| 04.        | CA Barcelona             | 0   | 1   | 2½  |     | 2½  | 2½  | 4   | 2½  | 3   |
| 05.        | CA Peña Rey Ardid Bilbao | ½   | 1½  | 2   | 1½  |     | 2½  | 3   | 2½  | 2½  |
| 06.        | CA Alcoy                 | 1   | 1   | ½   | 1½  | 1½  |     | 2½  | 1½  | 3   |
| 07.        | AAA Zaragoza S.d.A.      | 1½  | ½   | 0   | 0   | 1   | 1½  |     | 3½  | 2   |
| 08.        | RC Regatas Santander     | ½   | ½   | 1   | 1½  | 1½  | 2½  | ½   |     | 2   |
| 09.        | CM Málaga                | 0   | 1   | 1½  | 1   | 1½  | 1   | 2   | 2   |     |

## Die Meistermannschaft
| 1.            | Real Madrid |
| Schachfiguren | Arturo Pomar Salamanca, Victor Quelmadelos, Augusto Menvielle Lacourrelle, José Ramón Arrupe Diego de Somonte, Jaime Sicilia Pardo. |